# John Fenning
John Reginald Keith Fenning (23. juni 1885 – 3. januar 1955) var en britisk roer som deltog i OL 1908 i London.
Fenning blev olympisk mester i roning under OL 1908 i London, hvor han vandt sammen med Gordon Thomson i øvelsen toer uden styrmand. Han kom på en andenplads i firer uden styrmand.